# Air Wick
Air Wick — американский бренд освежителей воздуха, принадлежащий британской транснациональной компании Reckitt. Он был запущен создателем Гаем Паскалем в 1943 году в США. В настоящее время средства продаются по всему миру.

## История
Бренд Air Wick был представлен в 1943 году в США. В 1973 году объём продаж составил 33,5 миллиона долларов, а прибыль — 2,7 миллиона долларов, что побудило швейцарскую фармацевтическую компанию Ciba-Geigy (ныне Novartis) изучить возможность их покупки. В 1974 году компания Ciba-Geigy на короткое время взяла под свой контроль компанию, а в декабре 1984 года продала её британской компании по производству товаров для дома Reckitt & Colman (ныне Reckitt Benckiser).
Продажа была отчасти мотивирована тем, что высшее руководство Ciba-Gigy считало продуктом, противоречащим их корпоративной культуре. Их обоснование заключалось в том, что, будучи химическим бизнесом, они не должны заниматься потребительскими товарами. В октябре 2007 года компания Reckitt Benckiser выиграла в Высоком суде иск против Procter & Gamble в связи с утверждениями о том, что конструкция Air Wick Odour Stop была точной копией аэрозоля Febreze от P&G.
В марте 2012 года компания Air Wick объявила о своём партнёрстве с официальной благотворительной организацией Службы национальных парков США, Фондом национальных парков. Компания выпустила четыре новых аромата, вдохновлённых Национальным историческим парком Калоко-Хонокохау, Национальным парком Верджин-Айлендс, Йеллоустонским национальным парком и Национальным парком Глейшер-Бей. Часть продаж пошла в Фонд национальных парков для помощи национальным паркам.

## Продукция
Продукция Air Wick включает в себя:
- Ароматические масла.
- Диффузор Essential Mist.
- Автоматические распыления (освежитель воздуха по времени).
- Аэрозольный спрей.
- VIP-спрей для туалета.

В 1980-е годы был выпущен тип освежителя воздуха под названием Magic Mushrooms.